# Dithecodes dentatilinea
Dithecodes dentatilinea là một loài bướm đêm trong họ Geometridae.